# Plivački klub Zadar
Plivački klub Zadar je osnovan 1950. godine pod imenom Plivački klub Jedinstvo, te je koristio Bazen Kolovare kao mjesto svojih prvih treninga, koji se i koristi kao mjesto treninga tijekom ljeta. Danas klub trenira na Bazenu Višnjik (osnovan u svibnju 2009. godine) i tamo djeluje zajedno s Plivačkim klubom Jadera.
Godine 1987., klub Jedinstvo se razdvaja na tri dijela: klub skokova u vodu, plivački klub i vaterpolski klub. Postajanjem Republike Hrvatske neovisnom, klub uzima ime Zadar pod kojim djeluje i danas.